# Jaroslav Brož (voják)
Divizní generál Jaroslav Brož (15. října 1898 Prostějov – 19. července 1979 Brno) byl československý generál a příslušník 1. československého armádního sboru.

## Život

### Před první světovou válkou
Jaroslav Brož se narodil 15. října 1898 v Prostějově v početné rodině kočovných herců Karla Brože a Kateřiny rozené Šnajdrové. Studoval na vyšší reálce v Hodoníně, kde v roce 1916 maturoval.

### První světová válka
Jaroslav Brož maturoval v době, kdy již byl zařazen v c. a k. armádě jako jednoroční dobrovolník. Absolvoval školu pro důstojníky v záloze. V únoru 1917 byl odeslán na italskou frontu, kde byl v lednu 1918 raněn. Po rekonvalescenci se dočkal konce války na postu velitele náhradní roty v Praze. Dosáhl hodnosti praporčíka.

### Mezi světovými válkami
Po vzniku Československa přešel Jaroslav Brož do Československé armády a do května 1919 působil na stejné pozici. Poté sloužil u Hradní stráže, od roku 1922 pak ve škole pro důstojníky v záloze v Praze. Vzdělával se a kariérně stoupal. Od roku 1927 byl velitelem školní roty ve škole zdravotnictva v Praze, od roku 1928 sloužil u pěšího pluku tamtéž, mezi lety 1929 a 1932 studoval na Vysoké škole válečné. Do roku 1936 působil na velitelských funkcích v Brně a Znojmě, poté se vrátil do Prahy. Od září 1937 působil jako referent oddělení branné výchovy na Ministerstvu národní obrany. Dosáhl hodnosti majora.

### Druhá světová válka
Po německé okupaci a rozpuštění československé armády začal Jaroslav Brož v červenci 1939 pracovat na Zemském cenovém úřadu v Praze. V lednu 1940 odešel z protektorátu a přes Budapešť, Bělehrad a Sýrii se v březnu téhož roku dostal do Marseille. Byl jmenován přednostou oddělení vojenské správy při Národním výboru československém. Po přesunu do Velké Británie v červenci 1940 a krátkém intermezzu u vojenského rozhlasu pokračoval v této funkci i u Ministerstva národní obrany v Londýně. V říjnu 1944 se přesunul do Sovětského svazu. Zde v rámci 1. československého armádního sboru působil ve vojenském velitelství osvobozených území, v lednu 1945 se stal zástupcem velitele 1. brigády, od dubna pak jejím zatímním velitelem. Dne 20. dubna 1945 byl převelen ke štábní rotě Ministerstva národní obrany post přednosty 5. oddělení hlavního štábu. Válku zakončil v hodnosti plukovníka.

### Po druhé světové válce
Dne 28. října 1945 byl Jaroslav Brož povýšen do hodnosti brigádního generála a ustanoven velitelem 1. pěšího pluku v Praze. Od července roku 1947 působil jako zástupce Ministerstva národní obrany ve funkci poradce pro vyšetřovací komisi bezpečnostního výboru Ústavodárného národního shromáždění, od prosince pak jako zatímní velitel tankového sboru v Olomouci. Na jaře 1948 absolvoval kurz na Nejvyšší vojenské akademii a od 1. září se stal velitelem III. sboru v Plzni. Od roku 1949 začal být sledován příslušníky Obranného zpravodajství. V roce 1950 byl přemístěn na velitelství okruhu v Trenčíně, ale v té době již bylo rozhodnuto o jeho propuštění. K tomu došlo k 1. květnu 1951 s hodností divizního generála. Zemřel 19. července 1979 v Brně.

## Rodina
Jaroslav Brož se oženil s Annou Křížovou. V roce 1926 se manželům narodil syn Jaroslav, který se stal stejně jako jeho otec vojákem z povolání, a v roce 1937 syn Jiří.

## Vyznamenání
- Pamětní kříž Československé obce dobrovolecké
- 2x Československý válečný kříž 1939
- Československá medaile Za chrabrost před nepřítelem
- Československá medaile za zásluhy
- Pamětní medaile československé armády v zahraničí
- Medaile za vítězství nad Německem ve Velké vlastenecké válce 1941–1945
- Medaile Za osvobození Prahy
- Řád Bílého lva za vítězství II. stupně